# Cimitero militare polacco di Loreto
Il cimitero militare polacco di Loreto (in polacco polski cmentarz wojenny w Loreto) si trova a Loreto ed è stato costruito tra il gennaio del 1945 e il luglio del 1946. Oltre a questo si ricordano i cimiteri militari polacchi di Montecassino, Casamassima e Bologna.

## Storia
A Loreto nelle Marche in provincia di Ancona si trova uno dei principali cimiteri polacchi in Italia, con 1 112 tombe. Il cimitero dei soldati polacchi è situato sul versante settentrionale del colle su cui sorge il paese, sul lato destro di una lunga scalinata nel verde (la Scala Santa), per la quale si arriva al santuario di Loreto; sulle tombe dei militari polacchi sono spesso presenti omaggi di devozione verso i defunti.
Il cimitero è stato restaurato e parzialmente ricostruito nei primi anni sessanta a cura del governo italiano e poi, in maniera minore, nel 1993 e nel 2003. Come è noto, il II Corpo d'armata polacco, comandato dal generale Władysław Anders, si costituì con i circa 160 000 prigionieri polacchi nell'ex Unione Sovietica, che ottennero il permesso di formare un corpo d'armata contro l'esercito tedesco. Trasferitisi dalla Russia alla Persia, quindi in Palestina, i soldati polacchi vennero impiegati anche in Italia come II Corpo d'armata nell'VIII Armata britannica. Durante la battaglia di Ancona, con le truppe comandate dal generale Władysław Anders, era inquadrato anche il CIL, il Corpo Italiano di Liberazione comandato dal generale Umberto Utili e altre formazioni.
Il II Corpo d'armata polacco diede un grande contributo alla liberazione dell'Italia, combattendo duramente, con coraggio e sacrificio di vite, principalmente a Montecassino, nelle Marche e in Romagna; al termine della seconda guerra mondiale, solo una piccola parte dei militari polacchi tornò in patria, mentre gli altri scelsero la via dell'esilio in vari Paesi, tra cui l'Italia, in quanto la Polonia era entrata nell'influenza sovietica. Il generale polacco Władysław Anders, deceduto a Londra nel 1970, venne sepolto per sua volontà nel cimitero di Montecassino, accanto ai suoi soldati lì caduti e sepolti nell'omonima e sanguinosa battaglia.